# Гольдберг, Леа

«Songs of My Beloved Country» — Черновик, рукопись Леи Гольдберг

Леа (Ле́я) Гольдберг (29 мая 1911, Кёнигсберг — 15 января 1970, Иерусалим) — израильская поэтесса, литературовед и переводчик, критик. Лауреат Государственной премии Израиля (1970).

## Биография
Леа Гольдберг родилась в Кёнигсберге в семье литовских евреев. Училась в ивритской гимназии в Каунасе, затем переехала в Германию, где посещала Берлинский (1931—1932) и Боннский (1932—1933) университеты, в последнем получила степень доктора философии. В 1935 переехала в подмандатную Палестину и поселилась в Тель-Авиве. Там участвовала в литературном обществе «Яхдав», председателем которого являлся Авраам Шлёнский, оказавший Гольдберг помощь в подготовке к изданию первого сборника её стихов «Табаот ашан» (ивр. טבעות עשן‎, «Кольца дыма», 1935). Свои стихотворения она впервые смогла опубликовать в еженедельнике «Турим», основанном Шлёнским вместе с литературной группой «Яхдав».
В качестве театрального критика Гольдберг регулярно публиковалась в газетах «Давар» (1936—1942) и «Мишмар» (1943—1948), а также являлась литературным консультантом театра «Габима» (с 1949) и членом-корреспондентом Академии языка иврит (с 1959 года). Начиная с 1952 года Гольдберг преподавала литературоведение в Еврейском университете.

## Творчество

### Произведения
- 1937 — «Михтавим ми-несиа медума» («Письма из мнимого путешествия»)
- 1946 — «Ве-ху ха-ор» («И он тот светоч»)
- 1948 — «Аль ха-приха» («Пора цветения»)
- 1956 — «Барак ба-бокер» («Молния на заре»)
- 1957 — «Хамиша праким б-исодот ха-шира» («Пять глав об основах стихосложения»)
- 1959 — «Ахдут ха-адам ве-ха-йекум б-ицират Толстой» («Единство человека и мироздания в творчестве Толстого»)
- 1968 — «Ха-сифрут ха-русит ба-меа ха-тша-эсре» («Русская литература XIX века»)
- 1971 — «Шеaрит ха-хаим» («Уцелевшее от жизни»)

Издания на русском языке
- Леа Гольдберг. Сдается квартира / Пер. с иврита Владимира Лазариса. — Иерусалим: Бесэдер?, 2001.
- Лея Гольдберг. Сдается квартира / Пер. с иврита Ю. Винер. — М.: Текст, 2012.

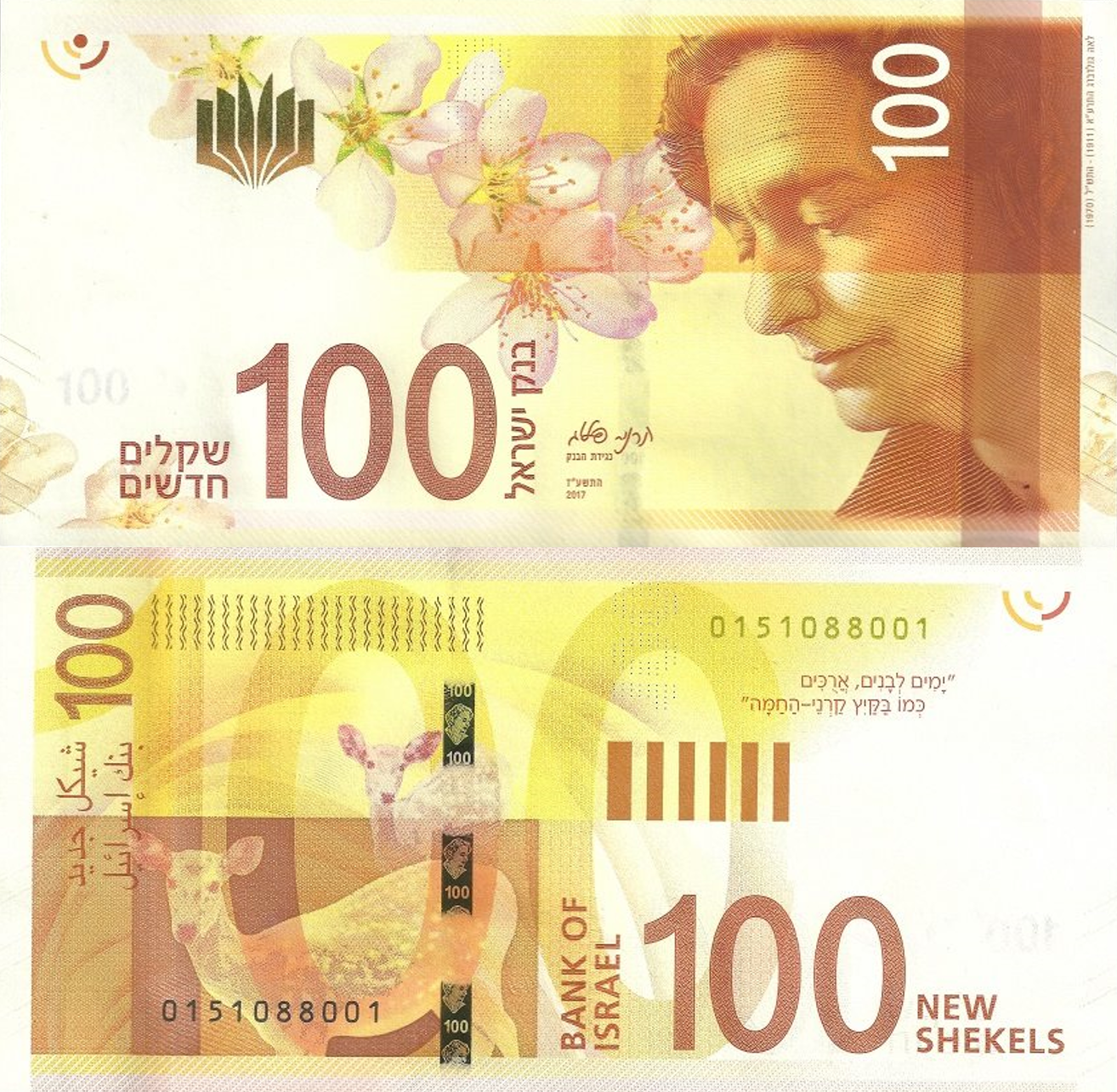
Банкнота в 100 шекелей с изображением Леи Гольдберг, введённая в обращение в ноябре 2017 года